# RoboCop 2 (film)
RoboCop 2 is een Amerikaanse sciencefiction-actiefilm uit 1990, geregisseerd door Irvin Kershner. Het is een vervolg op RoboCop, een film die drie jaar eerder onder regie van Paul Verhoeven was verschenen. De hoofdrolspelers zijn Peter Weller, Nancy Allen, Dan O'Herlihy, Belinda Bauer, Tom Noonan en Gabriel Damon.

## Verhaal
Na het succesvol opstarten van de RoboCop Law Enforcement Unit ziet OCP zijn beoogde doel dichterbij komen. Ze zijn van plan de stad Detroit default te laten verklaren, waarna ze de stad zelf willen overnemen en omdopen tot Delta City, wat hun eigen stadstaat moet worden los van de rest van de VS.
Dan overspoelt een groep criminelen, onder leiding van Cain, de straten van Detroit met een nieuwe drug genaamd "Nuke". De bende kan nagenoeg ongestoord haar gang gaan omdat alle "gewone" (menselijke) politieagenten van Detroit in staking zijn. Daarbij is Duffy, een van de agenten, zelf ook verslaafd aan de drug en spant daarom heimelijk samen met Cains bende. RoboCop slaagt er bij een eerste confrontatie in om een aantal van Cains bendeleden uit te schakelen. Hob, een minderjarige crimineel van een jaar of 12 die bij Cain in de leer is, doet RoboCop weer denken aan zijn eigen gezin in zijn tijd als Alex Murphy, zijn zoon was even oud als Hob. Hij kan het niet opbrengen om Hob te doden, waarop deze ontsnapt.
RoboCop rijdt hierna enkele malen langs het huis waar hij vroeger als mens met zijn vrouw en kind woonde; de naam Murphy staat nog steeds op de brievenbus. Zijn bazen willen dat hij hiermee stopt en veranderen iets in zijn programmering. Als RoboCop vervolgens wordt geconfronteerd met zijn vroegere echtgenote die zijn gezicht herkent, zegt hij tegen haar dat hij haar niet kent en dat haar man Murphy dood is.
RoboCop weet Duffy op te sporen en dwingt de corrupte agent te vertellen waar Cains schuilplaats is. Als RoboCop daar aankomt wordt hij echter door de bende overmeesterd, gedemonteerd en in stukken op straat achtergelaten. Cain neemt gruwelijk wraak op Duffy door voor de ogen van zijn vriendin Angie en Hob Duffy's buik open te snijden.
OCP probeert intussen het succes van de eerste unit na te bootsen met het cyborg-project "RoboCop 2", dat in het ideale geval het menselijke politiekorps volledig moet vervangen. Ze stuiten echter telkens op hetzelfde probleem; de nieuwe prototypes blijken voortdurend zelfmoordneigingen te vertonen. RoboCop wordt intussen door OCP-medewerkers in onderdelen teruggevonden en voor reparatie meegenomen. Onder leiding van Juliette Fax, een psychologe die in dienst is van OCP en de leiding heeft over het RoboCop 2-project, wordt RoboCop weer in elkaar gezet, maar Fax laat dit bewust zo doen dat RoboCop tot niets meer in staat is zodat het lijkt alsof hij verouderd is en vervangen moet worden door RoboCop 2.
Uiteindelijk slaagt RoboCop erin om zichzelf met een stroomschok weer in de normale staat van dienst te brengen. Hij komt Cain en zijn bende weer op het spoor en weet een aantal van hen uit te schakelen. Cain zelf belandt na een gevecht met RoboCop in het ziekenhuis. Fax besluit om de zwaargewonde Cain, die voor het nieuwe project een geschikte kandidaat lijkt, te gebruiken. Stiekem haalt ze Cain in het ziekenhuis van de beademing en de artsen boren Cains schedel open, waarna ze zijn hersenen gebruiken voor de nieuwe cyborg, RoboCop 2.
Hob neemt nu Cains plaats als bendeleider in. Hij doet Kuzak, de burgemeester van Detroit, een voorstel: Hob zal zorgen dat Detroit uit de schulden komt op voorwaarde dat zijn drugsbende met rust gelaten wordt. OCP besluit in actie te komen, aangezien een schuldsanering van Detroit en het actief blijven van Hobs bende botsen met hun plannen om de stad failliet te verklaren en drugsvrij te maken. Terwijl Hob en zijn bende nog met de burgemeester aan het onderhandelen zijn, dringt RoboCop 2 de ruimte binnen en richt een massaslachting aan. RoboCop arriveert even later ter plekke, en Hob kan nog net voordat hij sterft aan RoboCop vertellen wat er is gebeurd. Ook Angie wordt gedood, nadat ze Cain nog heeft herkend.
Doordat Cain echter ook als cyborg afhankelijk blijft van drugs, mislukt het hele plan van OCP uiteindelijk. RoboCop 2 gaat volledig door het lint als het plan voor Delta City waar drugs verboden zullen zijn officieel wordt gepresenteerd en doodt het merendeel van de aanwezigen. RoboCop gaat nu het gevecht aan met RoboCop 2 en slaagt er uiteindelijk in om Cains hersenen in handen te krijgen en te vernietigen, waarmee RoboCop 2 onklaar is gemaakt.

## Rolverdeling
| Acteur               | Personage                           |
| -------------------- | ----------------------------------- |
| Peter Weller         | RoboCop                             |
| Nancy Allen          | Officier Anne Lewis                 |
| Dan O'Herlihy        | "De oude man"                       |
| Tom Noonan           | Cain                                |
| Belinda Bauer        | Dr. Juliette Faxx                   |
| Felton Perry         | Donald Johnson                      |
| Jeff McCarthy        | Holzgang                            |
| Patricia Charbonneau | RoboCop-technicus (onvermeld)       |
| Robert DoQui         | Brigadier Reed (als Robert Do'Qui)  |
| Gabriel Damon        | Hob                                 |
| Galyn Görg           | Angie                               |
| Stephen Lee          | Officier Duffy                      |
| Willard E. Pugh      | Burgemeester Kuzak                  |
| Phil Rubenstein      | Poulos                              |
| George Cheung        | Gilette                             |
| Michael Medeiros     | Catzo                               |
| Angie Bolling        | Ellen Murphy                        |
| Ken Lerner           | Advocaat Delaney                    |
| John Doolittle       | Dr. Schenk                          |
| Mark Rolston         | Agent Stef                          |
| Wanda De Jesus       | Agent Estevez                       |
| Leeza Gibbons        | Nieuwslezeres Jess Perkins          |
| Mario Machado        | Nieuwslezer Casey Wong              |
| John Glover          | Magna Volt-verkoper                 |
| Fabiana Udenio       | Model Sunblock 5000-reclamespot     |
| Gary Bullock         | Amateur dokter                      |
| Frank Miller         | Frank, drugslabchemicus (onvermeld) |

## Achtergronden
Het originele script van de film werd bestempeld als "onfilmbaar". De eindversie van de film was zo sterk herschreven dat het maar een oppervlakkige versie van het oorspronkelijke script was.

### Filmstijl
- Aan het begin van de film wordt de situatie in de stad geschetst door het gebruik van nieuwsfragmenten en straatbeelden, wat het beeld schept van een hulpeloze stad die overspoeld wordt door criminaliteit.[bron?]
- De scènes waarin de criminaliteit hoogtij viert spelen zich 's nachts af. Dit versterkt de donkere sfeer die in de stad heerst.
- Door RoboCop de zware aanval van de criminelen aan het begin van de film zonder moeite te laten overleven, schetsen de filmmakers de onverwoestbaarheid van RoboCop.
- Er wordt in actiescènes veel gebruikgemaakt van een rijdende camera, waardoor de kijker het gevoel heeft mee te bewegen met de actie.
- RoboCop wordt relatief veel in lage positie in close-up gefilmd, wat hem in de ogen van de kijker kracht geeft.

## Ontvangst
RoboCop 2 kreeg gemengde kritieken. Over het algemeen was men minder enthousiast over deze film dan over de eerste film van Verhoeven. Slechts enkele recensenten waren onverdeeld positief. Janet Maslin noemde de film in The New York Times weinig origineel, en in vergelijking met RoboCop totaal niet vernieuwend. Ook vond hij dat er te veel werd gefocust op de rol van de jeugdige crimineel.

## Vervolg
In 1993 kwam er onder regie van Fred Dekker nog een derde lange film in de reeks RoboCop-films uit waarin Delta City daadwerkelijk wordt aangelegd, RoboCop 3. Deze film (waarin de rol van RoboCop is overgenomen door Robert John Burke) werd over het algemeen erg laag gewaardeerd.

## Trivia
- Het kostuum van RoboCop was volledig gemaakt van fiberglas, om Peter Weller meer vrijheid te geven om te bewegen en tegelijk het kostuum meer een "metallic"-look te geven.
- De film speelt zich af in Detroit, maar de opnames werden hoofdzakelijk gemaakt in Houston.
- In de film vraagt de Amerikaanse stad Detroit faillissement aan.[2] Ruim twintig jaar later, op 3 december 2013, ging Detroit daadwerkelijk failliet.[3]